# Kanton Cunlhat
Der Kanton Cunlhat war von 1790 bis 2015 ein französischer Wahlkreis im Arrondissement Ambert im Département Puy-de-Dôme in der Region Auvergne-Rhône-Alpes.

## Geschichte
Der Kanton wurde am 4. März 1790 im Zuge der Einrichtung der Départements als Teil des damaligen „Distrikts Ambert“ gegründet. Mit der Gründung der Arrondissements am 17. Februar 1800 wurde der Kanton als Teil des damaligen Arrondissements Ambert neu zugeschnitten. Vom 10. September 1926 bis zum 1. Juni 1942 war der Kanton Teil des Arrondissements Thiers.
Siehe auch: Geschichte des Départements Puy-de-Dôme und Geschichte Arrondissement Ambert

## Geografie
Der Kanton grenzte im Norden an den Kanton Saint-Dier-d’Auvergne im Arrondissement Clermont-Ferrand, im Nordosten an den Kanton Olliergues, im Osten und Südosten an den Kanton Saint-Amant-Roche-Savine, im Süden an den Kanton Saint-Germain-l’Herm und im Westen an den Kanton Sauxillanges im Arrondissement Issoire.

## Gemeinden
| Gemeinde          | Einwohner Jahr | Fläche km² | Bevölkerungsdichte | Code INSEE | Postleitzahl |
| ----------------- | -------------- | ---------- | ------------------ | ---------- | ------------ |
| Auzelles          | 355 (2013)     | –          | – Einw./km²        | 63023      | 63590        |
| Brousse           | 349 (2013)     | –          | – Einw./km²        | 63056      | 63490        |
| La Chapelle-Agnon | 380 (2013)     | –          | – Einw./km²        | 63086      | 63590        |
| Cunlhat           | 1.271 (2013)   | –          | – Einw./km²        | 63132      | 63590        |